# Cristòfol Ferrer i Ferrà
Cristòfol Ferrer i Ferrà va néixer a Palma el 17 de desembre de 1888 i va morir a Premià de Mar el 17 de gener de 1986, a l'edat de 97 anys. Es va casar amb Antònia Alfaro i va tenir dos fills, Albert Ferrer i Maria Ferrer. Durant la seva vida es va dedicar a l'educació i va treballar a diverses escoles arreu del Maresme on va aplicar els seus mètodes pedagògics relacionats amb l'escola Moderna i el mètode Montessori. A l'any 1936 va crear l'Escola Nova Unificada a Premià de Mar, motiu pel qual la repressió franquista va fer que s'exiliés a Burgos durant 3 anys i 9 mesos separat de la seva família. Quan va tornar a Catalunya l'any 1946 va donar classe a Premià de Dalt fins al desembre del 1958, quan es va jubilar. Malgrat la seva jubilació, ell va continuar donant classes (principalment a fills d'antics alumnes) i va començar amb el col·leccionisme. Gràcies a les seves tasques educacionals i la seva recerca va aconseguir multitud d'homenatges i recompenses, entre aquestes, la decisió de donar el seu nom a l'Institut de Formació Professional de Premià de Mar.

## Biografia

### Orígens familiars i estudis (1888-1916)
Va néixer a Palma el 17 de desembre de l'any 1888, fill de Genaro Ferrer (natural de Puerto Rico) que era metge cirurgià i Antònia Ferrà (natural de Mallorca) i mestressa de casa.
Va viure els seus primers anys a Palma on va cursar estudis Elementals i de Batxiller, a l'Institut Nacional de Palma entre els anys 1904 - 1908. Des de petit havia desenvolupat un gran interès per l'aprenentatge, i això va influenciar en la seva elecció de carrera, triant la de mestre. Va viure a Palma fins als vint anys i a partir del 1909, entrà en contradicció amb el seu pare (ell volia que Cristòfol fos cirurgià, com el) i és traslladà a Barcelona per continuar amb els seus estudis.
El 23 de juny de l'any 1915 a l'edat de 26 anys obtingué els títols de Mestre Superior i Batxiller Superior, aconseguint el títol sense repetir cap curs. Un cop obtingut es va presentar a les oposicions lliures i obtingué el Magisteri per oposicions lliures el 6 de març de 1916, a la primera que ho va intentar. 

### Activitat pedagògica fins a la Guerra civil
La seva primera destinació va ser l'Escola Graduada de Caldes de Montbui on va començar el curs el 6 de setembre de 1916 com a mestre dels nois. Allà va conèixer a Antònia Alfaro, mestra de les noies, amb qui es casà. Va estar 3 anys a Caldes fins que el gener de 1920 va ser traslladat a l'Escola Graduada de Mollet del Vallès, on estaria fins al novembre del mateix any, ja que al mes de setembre havia començat a compatibilitzar-ho amb l'ensenyament al Col·legi Municipal de Segon Ensenyament de Granollers, on estaria 2 anys fins a l'agost de 1922.
Al setembre d'aquell any començaria el curs a l'Escola Unitària de Teià, la localitat on restaria més anys, 14, en la seva carrera. Fins a l'abril de 1935, en què la deixaria intercanviant-se la plaça amb Ricard Puig Freixas, per passar a exercir a l'Escola Unitària de Premià de Mar.
Durant aquests anys estarà vinculat al moviment de l'escola moderna ferrerista i a la pedagogia Montessori. S'interessa per la introducció de les noves tecnologies de la comunicació en l'àmbit educatiu. Introduirà per primer cop l'anglès a l'escola de Teià a través del programa per aprendre'l que es transmetia per Ràdio Associació de Catalunya. I serà actiu a Ràdio Barcelona en la radiodifusió conferències instructives. També es posicionarà a favor del cinema com a element educatiu en un text a petició d'una enquesta promoguda pel diari La Vanguardia. En ell defensa que el cinema, com el teatre, té un efecte psicològic que pot acabar determinant el caràcter i tenir un efecte educador. I que aquest paper educador del cinema va més enllà de la formació dels infants i adolescents, ja que té grans possibilitats reformadores per als adults.
A Teià també va impulsar la revista escolar "El Gnomo", que escrivien i editaven els mateixos alumnes.

### El període de l'Escola Nova Unificada
Des de l'1 de maig de 1936 exercia com a mestre a Premià de Mar. Després de la sublevació militar el 18 de juliol de 1936 i de la seva posterior derrota a Catalunya, es crea el Consell de l'Escola Nova Unificada que agrupa els centres en escoles coeducatives i gratuïtes. El Comitè Revolucionari de Premià de Mar nomena una comissió formada per Francisco Botey i Cisa (CNT), Feliu Vila (Estat Català) i José Botey (ERC) que comença l'organització escolar durant el mes d'agost organitzant reunions amb els pares i habilitant com a locals l'edifici abandonat per les Germanes de les escoles cristianes i residències particulars també abandonades. El curs escolar comença a l'octubre i al mes de novembre la comissió passa el relleu a la Conselleria de Cultura de l'Ajuntament, a càrrec de Francisco Botey. Cristòfol Ferrer serà un dels principals responsables d'aquesta escola i compartirà docència amb altres mestres com Fernando Pellisa, Manuel Riera, Josep riera, Ferran Gimenez, Mercè Botey, Mercè Riera, Agustina, Puig, Paquita Jolis i la que fins llavors havia estat mestra de les nenes i que després de la Guerra serà la cap local de la Sección Femenina de la Falange, Pilar Montardit. En voler reduir el nombre d'alumnes per classe i incorporar noves persones per al nou enfocament pedagògic cal també sufragar més sous i despeses que l'estat no cobreix i els obrers contribuiran al cost amb una pesseta mensual a través del seu sindicat.
El "Butlletí Local de l'Escola Nova Unificada" serà el portaveu de l'escola, es començarà a editar ja l'any 1936 i Cristòfol Ferrer hi aportarà informació, reflexions i peticions d'implicació dels pares en la tasca de l'escola.

### Desterrament a Burgos
Mentre el Sr. Ferrer es troba immers en el projecte de l'Escola Nova Unificada és produeix la derrota republicana de l'any 1939 a Catalunya. Quan les tropes feixistes entren a Premià de Mar el 27 de gener de 1939 Cristòfol Ferrer no va marxar a l'exili i es va quedar impartint les seves classes malgrat la situació. Igualment, va ser denunciat per la seva conducta i va ser condemnat a mort. Per sort, l'alcalde anterior de Premià de Mar just acabava de deixar el càrrec i en aquell moment José Mesalles es va convertir en l'alcalde provisional. Aquest coneixia al mestre i quan el va veure a les llistes d'execucions va parlar amb els militars per aconseguir reduir la seva condemna exposant els motius pels quals no havia de ser mort i, finalment, van accedir-hi amb la condició de que fos exiliat durant 5 anys. El nou consistori va intentar per tots els mitjans eximir a Cristòfol Ferrer d'aquesta pena. Malgrat els esforços posats en la commutació de la condemna el mestre abandonà l'escola de Premià de Mar i és traslladà a la província de Burgos, deixant als seus fills i a la seva dona Antònia Alfaro vivint a Premià, on subsistiran gràcies a l'escola de parvularis que va fundar ella mateixa, la qual va continuar la tasca pedagògica de Cristòfol Ferrer en la seva absència.
A Quintanilla Cristòfol Ferrer hi passarà moltes privacitats, alleugerades per la solidaritat dels pares dels alumnes, amb un sou escàs i endarreriments en el seu cobrament. Encara que la pena d'exili fos de cinc anys, Cristòfol Ferrer va estar tan sols tres anys i nou mesos exiliat a Quintanilla San García. Aquest era un petit poble de Burgos en aquell moment molt endarrerit i amb manca de recursos que la industrialització havia portat com per exemple el ferrocarril. De Premià de Mar a Quintanilla hi havien uns 600 km de distància que dificultaven molt l'accés a la seva família en cas de voler visitar-lo.
Malgrat estant allunyat de la seva família, el mestre, va aprofitar l'oportunitat per conèixer a la gent i les seves costums. Aquest fet va determinar la seva estada al poblet, ja que gràcies a la seva intel·ligència i habilitat com a mestre va aconseguir guanyar-se el respecte i un bon nom. Allà era conegut com a Don Ferrer i era apreciat tant com per els alumnes, com per les persones d'alts càrrecs. Ell assistia, juntament amb l'alcalde, el capellà, el rector i el comandant de la guàrdia civil, a tots els actes importants que es donaven a Quintanilla San García.

### Retorn al Maresme

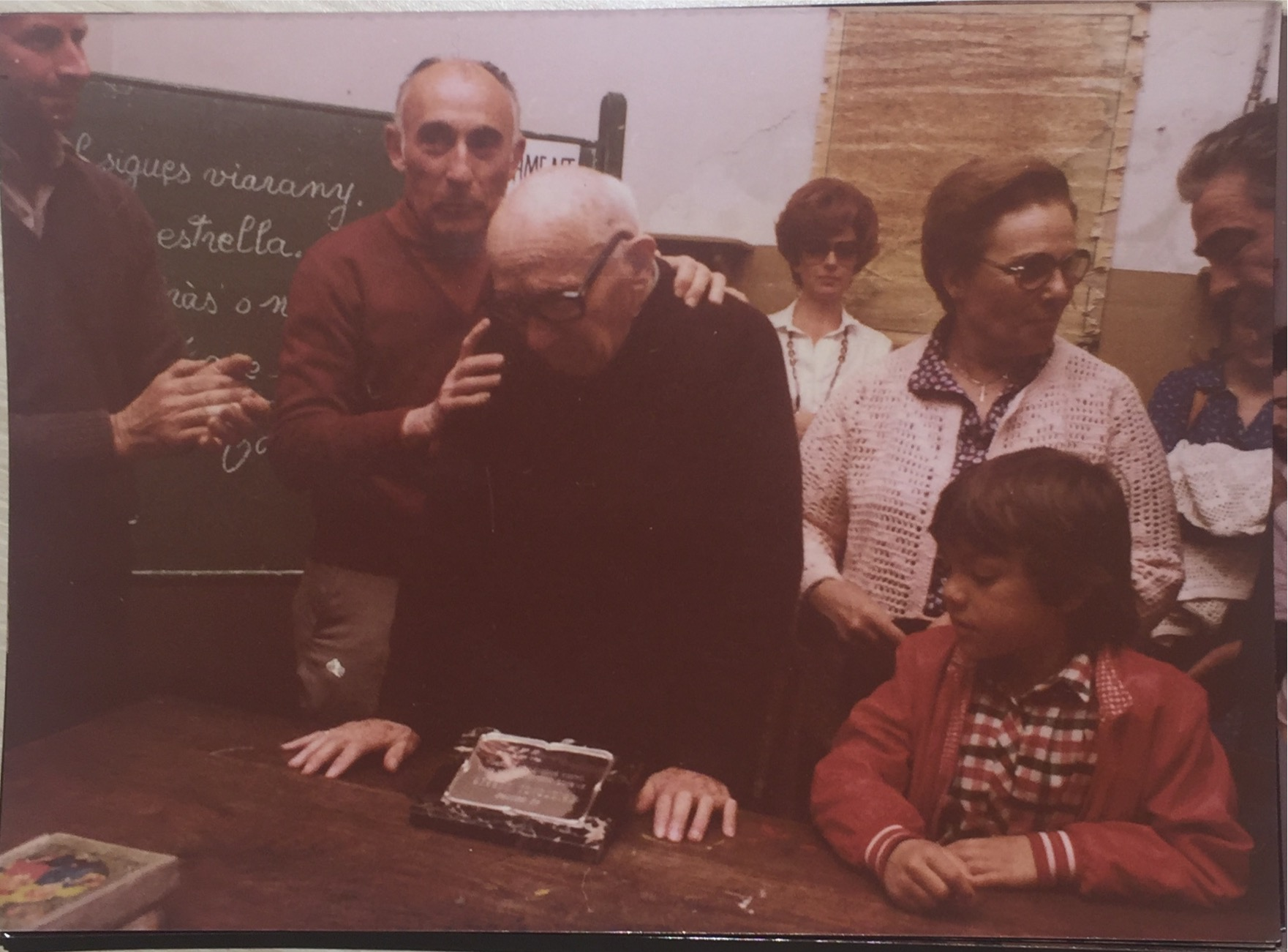
Fotografia feta a Teià, 1979.

L'any 1946 acaba el seu desterrament i torna al Maresme exercint com a mestre de l'Escola Unitària de Premià de Dalt a partir del 18 de març de 1946, on seguirà fins al desembre de 1958 en què es va jubilar, acreditant més de 40 anys d'activitat docent. A Premià de Dalt va impulsar el coneixement del Poblat Ibèric i col·laborà en l'ordenació de l'arxiu municipal. Després de la seva jubilació es mantindrà molt actiu en la vida cultural i científica de la comarca.
L'any 1978 va ser nomenat soci d'honor de l'entitat local Associació d'Estudis Científics i Culturals (AECC) i l'any següent se li va fer un homenatge públic a Teià en reconeixement del seu treball docent i de recerca. L'any 1981 el claustre de professors amb el suport de l'associació de pares de l'Institut de Formació Professional de Premià de Mar van decidir posar el seu nom al centre. Ja amb 93 anys, va assistir a la seva inauguració, on va desitjar el millor per l'ensenyança i per al futur dels joves. El 17 de gener de 1986, amb 97 anys, va morir a Premià de Mar.

## Vida familiar

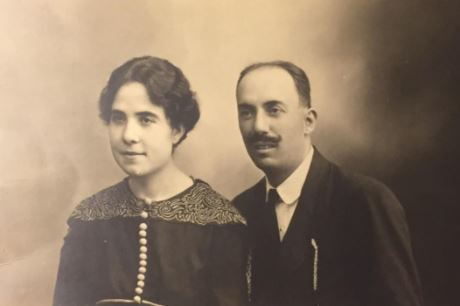
Antònia Alfaro amb el seu marit, 1917.

Cristòfol Ferrer i Ferrà, fill de Genaro Ferrer i d'Antònia Ferrà, es va casar amb Antònia Alfaro (nascuda a les Filipines), amb la qual va tenir dos fills: Maria Ferrer, que es va dedicar al professorat, i Albert Ferrer, que es va dedicar a l'estampació tèxtil. El seu fill Albert Ferrer va ser el seu alumne durant tots els anys de la seva pròpia educació i la seva filla Maria Ferrer Alfaro es va casar amb Ricard Andiñach i van tenir dos fills: Juana Andiñach Ferrer i Antonio Andiñach Ferrer. Aquest últim va ser, com el seu tiet, alumne de Cristòfol Ferrer i va establir una forta relació, ja que va viure la majoria de l'adolescència a casa del mestre Ferrer i d'Antònia Alfaro.
Els familiars de Cristòfol Ferrer el recorden com una persona increïblement intel·ligent, enginyosa i llibertària, que malgrat les dificultats que el règim franquista va comportar a la seva vida i al seu desenvolupament, sempre va tenir el cap ben alt davant les males circumstàncies i els problemes. Cristòfol Ferrer vivia amb la seva dona Antònia Alfaro a l'actual Gran Via de Premià de Mar. Allà s'aixecava cada matí a les 6.00 i és preparava per donar les classes de matí als alumnes més joves. Després dinava i dedicava una bona estona a estudiar o a llegir. De nit donava classes a universitaris amb edats que anaven des dels divuit fins als vint-i-vuit anys.
Dedicava les seves estones lliures al col·leccionisme i investigació. També tenia un taller on feia mobles, electrodomèstics o altres objectes quotidians. En aquest mateix taller es on fabricava els seus propis estris per ensenyar les teories físiques i químiques al seus alumnes. Des de ben jove havia mostrat molt d'interès pel cinema i el teatre els quals formaven part de les seves aficions principals (que també va implementar a la seva pròpia metodologia educacional).

## Destinacions professionals
El dia 6 de març de 1916 ingressà al Magisteri per oposicions lliures i va ser mestre a les escoles següents: 
| Tipus d'escola                          | Localitat                          | Arribada   | Marxa      | Durada            |
| --------------------------------------- | ---------------------------------- | ---------- | ---------- | ----------------- |
| Escola Graduada                         | Caldes de Montbui, Vallès Oriental | 6/9/1916   | 31/12/1919 | 3 anys i 4 mesos  |
| Escola Graduada                         | Mollet del Vallès, Vallès Oriental | 1/1/1920   | 4/11/1920  | 10 mesos          |
| Col·legi Municipal de Segon Ensenyament | Granollers, Vallès Oriental        | 15/9/1920  | 21/8/1922  | 1 any i 11 mesos  |
| Escola Unitària                         | Teià, El Maresme                   | 4/9/1922   | 30/4/1935  | 14 anys           |
| Escola Unitària                         | Premià de Mar, El Maresme          | 1/5/1935   | ~18/6/1936 | 1 any             |
| Escola Nova Unificada                   | Premià de Mar, El Maresme          | ~1/10/1936 | ~27/1/1939 | 2 anys i 4 mesos  |
| Escola Unitària                         | Premià de Mar, El Maresme          | ~27/1/1939 | ~31-1-1941 | 2 anys            |
| Escola Unitària                         | Quintanilla San García, Burgos     | 1/5/1941   | 28/2/1945  | 3 anys i 9 mesos  |
| Escola Unitària                         | Premià de Dalt, El Maresme         | 18/3/1946  | 19/12/1958 | 12 anys i 9 mesos |

## Homenatges i recompenses
Durant la primera meitat del segle xx els mestres passaven moltes privacitats degut al sou tant petit que tenien. Per compensar-lo sovint els Ajuntament els destinaven suplements en forma de distincions i recompenses econòmiques. Cristòfol Ferrer va rebre algunes d'aquestes recompenses a més de distincions i homenatges pel seu treball pedagògic.
| Localitat              | Any  | Recompensa o distinció |
| ---------------------- | ---- | --- |
| Caldes de Montbui      | 1917 | Recompensa econòmica |
| Caldes de Montbui      | 1918 | Acta Laudatòria de la Il·lustríssima Inspecció d'Ensenyament Primari |
| Teià                   | 1922 | Acta Laudatòria de la Junta Local |
| Teià                   | 1923 | Vot de gràcies de la Junta Local |
| Teià                   | 1924 | Acta Laudatòria de la Il·lustríssima Inspecció |
| Teià                   | 1924 | Vot de gràcies de la Junta Local |
| Teià                   | 1925 | Acta Laudatòria de la Il·lustríssima Inspecció |
| Teià                   | 1925 | Vot de gràcies de la Junta Local |
| Teià                   | 1926 | Vot de gràcies de la Junta Local |
| Teià                   | 1927 | Acta Laudatòria de la Il·lustríssima Inspecció |
| Teià                   | 1928 | Vot de gràcies de la Junta Local |
| Teià                   | 1929 | Acta Laudatòria i proposta de la Il·lustríssima Inspecció. Prefactura de la Inspecció per la Creu de Isabel II o d'Alfons XII en homenatge públic per mèrits en l'ensenyament. |
| Teià                   | 1928 | Vot de gràcies de la Junta Local i subvenció econòmica de l'Ajuntament |
| Premià de Mar          | 1939 | Vot de gràcies de l'Ajuntament amb subvenció econòmica. |
| Premià de Mar          | 1939 | Certificat de la Il·llustríssima Prefactura de la Inspecció per haver participat en un Curs de Perfeccionament i Orientació Pedagògica                                         |
| Premià de Mar          | 1940 | Vot de gràcies de l'Ajuntament |
| Premià de Mar          | 1941 | Vot de gràcies de l'Ajuntament i subvenció econòmica |
| Quintanilla San García | 1944 | Vot de gràcies de l'Ajuntament |
| Premià de Dalt         | 1946 | Vot de gràcies i subvenció econòmica |
| Premià de Dalt         | 1947 | Vot de gràcies de l'Ajuntament |
| Premià de Dalt         | 1948 | Vot de gràcies de l'Ajuntament |
| Premià de Dalt         | 1950 | Vot de gràcies de l'Ajuntament |
| Premià de Dalt         | 1950 | Acta Laudatòria de la Il·lustríssima Inspecció |
| Premià de Dalt         | 1952 | Acta Laudatòria de la Il·lustríssima Inspecció |
| Premià de Dalt         | 1953 | Vot de gràcies de l'Ajuntament |
| Premià de Dalt         | 1954 | Vot de gràcies de l'Ajuntament |
| Premià de Dalt         | 1958 | Vot de gràcies de l'Ajuntament |
| Premià de Dalt         | 1958 | Acta Laudatòria de la Il·lustríssima Inspecció |
| Premià de Dalt         | 1959 | Homenatge públic amb motiu de la seva jubilació |
| Premià de Mar          | 1978 | Nomenat soci d'honor de l'Associació d'Estudis Científics i Culturals |
| Teià                   | 1979 | Homenatge públic en reconeixement del seu treball docent i de recerca |
| Premià de Mar          | 1981 | Decisió de donar el seu nom a l'Institut de Formació Professional |

## Mètode de treball
Cristòfol Ferrer, a qui alumnes i pares anomenaven Senyor Ferrer, era molt rigorós a l'hora de fer les classes. Els alumnes s'aixecaven dels seus pupitres quan el professor Ferrer entrava i totes les classes que donava, les feia en català, però, tot i això, els llibres que utilitzaven, i els apunts que prenien havien de ser en castellà. El docent demanava a l'alumnat de crear una llibreta personal d'apunts amb tot el que els anava ensenyant. Quan totes les pàgines estaven perfectament acabades, les feia enquadernar. Ensenyava tota mena d'assignatures i per a tota mena d'edats, i ens consta que no defugia les activitats fora de l'escola, ja fos a la platja, la muntanya o en diverses restes arqueològiques. Procurava defugir les metodologies mecàniques i memorístiques que imperaven en aquells anys. Va exercir la docència amb mètodes propis i avançats.
Cristòfol Ferrer va desenvolupar la metodologia Montessori l'any 1936, juntament amb el mètode Ferrerista. Aquest, creat pel pedagog Francesc Ferrer i Guàrdia, va tenir lloc durant la primera meitat del S.XX i promovia una educació basada en la ciència i el racionalisme, evitant un ensenyament místic o sobrenatural. Aquest mètode dona extrema importància a la formació moral del infant, per tant, pretén que els programes i els mètodes educatius utilitzats estiguin adaptats el màxim possible a la psicologia del nen el qual obté una educació anticlerical i basada en la solidaritat.
Aplicava metodologies que els alumnes recorden com molt divertides, com per exemple els experiments de física i química que realitzaven a classe. Aquests experiments eren creats pel mateix Cristòfol Ferrer, el qual estudiava la seva elaboració i portava els materials necessaris per demostrar les teories físiques o químiques (per exemple va fabricar un pèndol de Newton per demostrar als seus alumnes com funcionava la conservació de l'energia i de la quantitat de moviment) i gràcies al seu coneixement científic, era capaç d'elaborar altres estris més quotidians com la seva pròpia nevera. 
Cristòfol Ferrer no comptava amb classes mixtes. Ell s'ocupava de l'educació dels nois mentre que la seva dona, la Sra. Alfaro, educava a les noies en el mateix edifici. Tot i així la seva classe comptava amb nois de edats molt diverses (entre cinc i catorze anys) la qual constava de setanta-cinc alumnes; dividits en tres categories i asseguts en forma de ‘’U’’. La categoria de la dreta estava formada per alumnes de cinc, sis i set anys, al mig  és trobaven els nois d'una edat intermèdia, d'entre set i onze anys. Finalment als pupitres de l'esquerra hi havia l'alumnat de més edat els quals tenien dotze, tretze i fins a catorze anys. El professor es col·locava en una taula situada al centre-nord de la ‘’U’’ i impartia les classes als setanta-cinc mitjançant dues pissarres situades al final de cada successió de pupitres que canviaven de contingut segons l'edat del alumnat.

## Curiositats
- Durant la dictadura, en totes les escoles era obligatori que el professor cantés, o hissés la bandera, però Cristòfol Ferrer s'hi negava.
- El mestre sempre es passejava per tota la classe i no es treia mai la boina.